# 付帯性
付帯性（ふたいせい、古希: συμβεβηκός, シュンベベーコス、羅: accidentia, アクキデンティア、英: accident）とは、アリストテレスの『オルガノン』『形而上学』をはじめとして哲学で用いられる用語であり、事物の存在性を考察・表現する際の、その固有性を規定する必須不可欠な「本質」に対して、それ以外の偶発的に備わった非本質的・不必要な要素・性質のこと。偶有性（ぐうゆうせい）ともいう。